# 네덜란드 총독
네덜란드 총독(네덜란드어: landvoogden van de Nederlanden)이란 합스부르크령 네덜란드(네덜란드 공화국이 독립한 이후로는 현재의 벨기에)에서 주권자를 대행하여 나라를 다스린 직책이다. 이 때 주권자는 1506년 이전까지는 부르고뉴 공작, 1506년-1598년/1621년-1706년에는 카스티야 국왕, 1716년-1794년에는 (명목상) 오스트리아 대공이었다. 총독부는 대개 브뤼셀에 거했다.
| 초상 | 성명                                                                                                 | 취임       | 퇴임               | 군주와의 관계                | 군주                     |
| --- | --- | ---------- | ------------------ | ---------------------------- | ------------------------ |
| | 엥겔베르트 2세 폰 나사우 백작 (1451년-1504년)                                                        | 1501년     | 1504년             | /                            | 카스티야 국왕 펠리페 1세 |
| | 기욤 2세 드 크루이 (1458년-1521년)                                                                   | 1504년     | 1507년             | /                            | 신성로마황제 카를 5세    |
| | 마르그레테 폰 외스터라이히 여대공                                                                    | 1507년     | 1530년 12월 1일 †  | 고모                         | 신성로마황제 카를 5세    |
| | 마리아 폰 외스터라이히 여대공 (1505년-1558년)                                                        | 1531년 1월 | 1555년 10월        | 여동생                       | 신성로마황제 카를 5세    |
| 1556년, 부르고뉴 공작 필리프 5세가 에스파냐 국왕 펠리페 2세로 즉위했고, 네덜란드의 영유권은 에스파냐로 넘어갔다. | |            |                    |                              |                          |
| | 에마누엘레 필리베르토 디 사보이아 공작 (1528년-1580년)                                               | 1555년     | 1559년             | 사촌                         | 에스파냐 국왕 펠리페 2세 |
| | 마르게리타 디 파르마 공작부인 (1522년-1586년)                                                        | 1559년     | 1567년             | 이복누이                     | 에스파냐 국왕 펠리페 2세 |
| | 페르난도 알바레스 데 톨레도 데 알바 공작 (1507년-1582년)                                             | 1567년     | 1573년             | /                            | 에스파냐 국왕 펠리페 2세 |
| | 루이스 데 레케센스 이 수니가 (1528년-1576년)                                                         | 1573년     | 1576년 3월 5일 †   | /                            | 에스파냐 국왕 펠리페 2세 |
| | 돈 후안 데 아우스트리아 (1547년-1578년)                                                              | 1576년     | 1578년 10월 1일 †  | 이복형제                     | 에스파냐 국왕 펠리페 2세 |
| | 파르마의 알레산드로 파르네세 (1545년-1592년)                                                         | 1578년     | 1592년 12월 3일 †  | 이복조카                     | 에스파냐 국왕 펠리페 2세 |
| | 페터 에른스트 1세 폰 만스펠트포어데로어트 (1517년-1604년)                                            | 1592년     | 1594년             | /                            | 에스파냐 국왕 펠리페 2세 |
| | 에른스트 폰 외스터라이히 대공 (1553년-1595년)                                                        | 1594년     | 1595년 2월 20일 †  | 조카                         | 에스파냐 국왕 펠리페 2세 |
| | 페드로 엔리케스 데 아체베도 데 푸엔테스 백작 (1525년-1610년)                                         | 1595년     | 1596년             | /                            | 에스파냐 국왕 펠리페 2세 |
| | 알베르트 7세 폰 외스터라이히 대공 (1559년-1621년)                                                    | 1596년     | 1598년             | 조카                         | 에스파냐 국왕 펠리페 2세 |
| 1598년, 펠리페 2세는 네덜란드를 자기 딸 이사벨 왕녀에게 양도했다. 이사벨은 펠리페 2세의 조카, 즉 자기 사촌인 알베르트 7세 폰 외스터라이히 대공과 결혼하여 부부가 네덜란드의 공동주권자가 되었다. 알베르트 7세가 죽자 네덜란드는 부부의 조카인 펠리페 4세에게 넘어갔다. 하지만 이사벨 왕녀는 죽을 때까지 조카를 대행해 네덜란드를 다스렸다. | |            |                    |                              |                          |
| | 이사벨 클라라 에우헤니아 데 에스파냐 왕녀 (1566년-1633년)                                            | 1621년     | 1633년 12월 1일 †  | 고모                         | 에스파냐 국왕 펠리페 4세 |
| | 페르난도 데 에스파냐 추기왕자 (1609년-1641년)                                                        | 1633년     | 1641년 11월 9일 †  | 남동생                       | 에스파냐 국왕 펠리페 4세 |
| | 프란시스쿠 디 멜루 (1597년-1651년)                                                                   | 1641년     | 1644년             | /                            | 에스파냐 국왕 펠리페 4세 |
| | 마누엘 디 무라 이 쿠르테헤알 디 카스텔루 루드리구 후작 (1590년-1651년)                               | 1644년     | 1647년             | /                            | 에스파냐 국왕 펠리페 4세 |
| | 레오폴트 빌헬름 폰 외스터라이히 대공 (1614년-1662년)                                                 | 1647년     | 1656년             | 사촌                         | 에스파냐 국왕 펠리페 4세 |
| | 후안 호세 데 아우스트리아 (1629년-1679년)                                                            | 1656년     | 1659년             | 사생아                       | 에스파냐 국왕 펠리페 4세 |
| | 루이스 데 베나비데스 카릴로 데 카라체나 후작 (1608년-1668년)                                         | 1659년     | 1664년             | /                            | 에스파냐 국왕 펠리페 4세 |
| | 프란시스쿠 디 무라 디 카스텔루 로드리구 후작 (1610년-1675년)                                         | 1664년     | 1668년             | /                            | 에스파냐 국왕 펠리페 4세 |
| 에스파냐 국왕 카를로스 2세 | 프란시스쿠 디 무라 디 카스텔루 로드리구 후작 (1610년-1675년)                                         | 1664년     | 1668년             | /                            |                          |
| | 이니고 멜초르 데 벨라스코 데 프리아스 공작 (1608년-1668년)                                           | 1668년     | 1670년             | /                            |                          |
| | 후안 도밍고 데 수니가 이 폰세카 (1640년-1716년)                                                      | 1670년     | 1675년             | /                            |                          |
| | 카를로스 데 아라곤 데 구레아 데 빌라헤르모사 공작 (1634년-1692년)                                    | 1675년     | 1677년             | /                            |                          |
| | 알레산드라 파르네세 디 파르마 공자 (1635년-1689년)                                                   | 1678년     | 1682년             | 먼 친척                      |                          |
| | 오토네 엔리코 델 카테로 데 사보나 후작 (1629년-1685년)                                               | 1682년     | 1685년             | /                            |                          |
| | 프란시스코 안토니오 데 아구르토 데 가스타냐가 후작 (1640년-1702년)                                   | 1685년     | 1692년             | /                            |                          |
| | 막시밀리안 2세 에마누엘 폰 바이에른 선제후 (1662년-1726년)                                           | 1692년     | 1706년             | 조카사위                     |                          |
| 이모부 | 막시밀리안 2세 에마누엘 폰 바이에른 선제후 (1662년-1726년)                                           | 1692년     | 1706년             | 에스파냐 국왕 펠리페 5세     |                          |
| 에스파냐 계승권 전쟁의 결과 에스파냐 왕위가 부르봉가로 넘어가면서 신성로마황제가 오스트리아령 네덜란드의 주권자가 되었다. | |            |                    |                              |                          |
| | 에우제니오 디 사보이아카리그나노 공자 (1663년-1736년)                                                | 1716년     | 1724년             | 먼 친척                      | 신성로마황제 카를 6세    |
| | 비리히 필리프 폰 다운 백작 (1669년-1741년)                                                           | 1725년 2월 | 1725년 10월        | /                            | 신성로마황제 카를 6세    |
| | 마리아 엘리자베트 폰 외스터라이히 여대공 (1680년-1741년)                                             | 1725년     | 1741년 8월 26일 †  | 누나                         | 신성로마황제 카를 6세    |
| 고모 | 마리아 엘리자베트 폰 외스터라이히 여대공 (1680년-1741년)                                             | 1725년     | 1741년 8월 26일 †  | 신성로마황후 마리아 테레지아 |                          |
| | 프리드리히 아우구스트 폰 하라흐로하우 백작 (1696년-1749년)                                           | 1741년     | 1744년             | 신성로마황후 마리아 테레지아 | /                        |
| | 마리아 아나 폰 외스터라이히 여대공 (1718년-1744년)                                                   | 1744년     | 1744년 12월 16일 † | 신성로마황후 마리아 테레지아 | 여동생                   |
| | 카를 알렉산더 폰 로트링겐 공자 (1712년-1780년)                                                       | 1744년     | 1780년 7월 4일 †   | 신성로마황후 마리아 테레지아 | 제부                     |
| | 마리아 크리스티나 폰 테셴 여대공 (1742년-1798년) 알베르트 카지미어 폰 테셴 공작 (1738년-1822년) 부부 | 1781년     | 1793년             | 여동생과 처남                | 신성로마황제 요제프 2세  |
| 신성로마황제 레오폴트 2세 | 마리아 크리스티나 폰 테셴 여대공 (1742년-1798년) 알베르트 카지미어 폰 테셴 공작 (1738년-1822년) 부부 | 1781년     | 1793년             | 여동생과 처남                |                          |
| 고모와 고모부 | 마리아 크리스티나 폰 테셴 여대공 (1742년-1798년) 알베르트 카지미어 폰 테셴 공작 (1738년-1822년) 부부 | 1781년     | 1793년             | 신성로마황제 프란츠 2세      |                          |
| | 카를 폰 외스터라이히테셴 공작 (1771년-1847년)                                                        | 1793년     | 1794년             | 신성로마황제 프란츠 2세      | 남동생                   |
| 이후 프랑스 대혁명이 발발하고, 프랑스 혁명군이 저지대를 점령, 1815년까지 영유했다. 신성로마황제는 1801년 뤼네빌 조약에서 저지대 영토의 영유권 포기를 공식화했다. 1815년 빈 회의에서 저지대는 오라녜나사우가의 동군연합이 되었다. 1830년 벨기에가 독립하고 오늘날까지 이르고 있다.                                                          | |            |                    |                              |                          |